# Calonectria minutissima
Calonectria minutissima är en svampart som beskrevs av Grove 1930. Calonectria minutissima ingår i släktet Calonectria och familjen Nectriaceae.   Inga underarter finns listade i Catalogue of Life.